# Lukas Perathoner
Lukas Perathoner (25 aprile 1968) è un ex sciatore alpino italiano.

## Biografia
Specialista delle prove veloci originario di Santa Cristina Valgardena, Perathoner debuttò in campo internazionale in occasione dei Mondiali juniores di Jasná 1985; in Coppa del Mondo ottenne il primo piazzamento il 12 gennaio 1990 a Schladming in combinata quando arrivò 11º: tale risultato sarebbe rimasto il migliore di Perathoner nel massimo circuito, nel quale ottenne l'ultimo piazzamento (nonché ultimo risultato agonistico) il 23 gennaio 1993 a Veysonnaz in discesa libera (64º). Non prese parte a rassegne olimpiche o iridate.

## Palmarès

### Coppa del Mondo
- Miglior piazzamento in classifica generale: 83º nel 1991

### Campionati italiani
- 2 medaglie[1]:
  - 2 bronzi (supergigante nel 1988; discesa libera nel 1990)